# Euasteron willeroo
Euasteron willeroo is een spinnensoort in de taxonomische indeling van de mierenjagers (Zodariidae).
Het dier behoort tot het geslacht Euasteron. De wetenschappelijke naam van de soort werd voor het eerst geldig gepubliceerd in 2003 door Barbara C. Baehr.